# TOKYO Dreamer
「TOKYO Dreamer」（トウキョウ ドリーマー）は、2014年8月20日にキューンミュージックから発売されたNICO Touches the Wallsの16枚目のシングル。

## 解説
前作｢天地ガエシ｣以来2ヶ月振りのシングル。
ボーカルの光村が少年時代に作り、
度々ライブでも披露していた。
ファンの多くは音源化は無いと思っていた作品だった。

## 収録内容

### CD
[ DISC：1 ]
1. TOKYO Dreamer

MBS製作UHFアニメ『キャプテン・アース』オープニングテーマ
2. バケモノ

日本テレビ系ヤングサスペンスドラマ第一弾『殺人偏差値70』主題歌。なお、ミュージックビデオには同作主演の三浦春馬が出演している。
3. 君は僕のもの
  - 作詞：原田郁子 / 作曲：ミト

### DVD
[ DISC：2 ]
【初回生産限定盤のみ】
1. 「カベ ニ ミミ」ノゾキミDVD （LIVE）
2. 男子限定ライブ「ヤケッパチナイト」（2014/2/15）
定点映像・副音声付